# فيرونيكا إيشيغوي
فيرونيكا فرنانديز إشيغاراي (بالإسبانية: Verónica Echegui)‏ (ولدت في 16 يونيو 1983)، والمعروفة مهنيا باسم فيرونيكا إيشيغوي، ممثلة إسبانية , عرفت عن دورها في ضوء بارد من يوم (2012).

## روابط خارجية
- فيرونيكا إيشيغوي على موقع IMDb (الإنجليزية)
- فيرونيكا إيشيغوي على موقع ألو سيني (الفرنسية)
- فيرونيكا إيشيغوي على موقع تيرنر كلاسيك موفيز (الإنجليزية)
- فيرونيكا إيشيغوي على موقع أول موفي (الإنجليزية)
- فيرونيكا إيشيغوي على موقع قاعدة بيانات الفيلم (الإنجليزية)
- فيرونيكا إيشيغوي على موقع كينوبويسك (الروسية)